# الاتحاد العربي السوري لكرة السلة
الاتحاد العربي السوري لكرة السلة هو الجهة الراعية لرياضة كرة السلة في سوريا والمسؤول المباشر عن منتخبات سوريا الوطنية لكرة السلة (مثل منتخب سوريا لكرة السلة) والأندية المحلية المشاركة في الدوري السوري لكرة السلة. انضم إلى الاتحاد الآسيوي لكرة السلة والاتحاد الدولي لكرة السلة في 1948، ولذا فهو يعد من أقدم اتحادات كرة السلة في المنطقة.